# 托爾若克
57°02′N 34°57′E / 57.033°N 34.950°E
托爾若克（羅馬化：Torzhok）是俄羅斯特維爾州中部的一個城市，位於特維爾察河畔，距特維爾以西60公里。2002年時人口48,967人。
1138年首見於文獻，1775年建市。